# Scott River (Blackwood River)
Der Scott River ist ein Fluss im äußersten Südwesten des australischen Bundesstaates Western Australia.

## Geografie
Der Fluss entspringt ungefähr 15 Kilometer nördlich des Kaps Black Point und fließt parallel zur Küste nach Westen durch unbesiedeltes Gebiet. Im Scott-Nationalpark, etwa acht Kilometer nordöstlich von Augusta, mündet der Scott River in den Blackwood River.